# Morze Grenlandzkie
Morze Grenlandzkie (duń. Gronlandshavet, isl. Grænlandshaf) – morze w Arktyce pomiędzy Grenlandią na zachodzie, Islandią na południu, a Spitsbergenem i Wyspą Niedźwiedzią na wschodzie. Jest częścią Oceanu Arktycznego.
Największa głębia tego morza, mierząca 4848 m, znajduje się w części pn. Basenu Grenlandzkiego. Rozwinięte rybołówstwo i wielorybnictwo. Przez morze przepływa zimny Prąd Wschodniogrenlandzki.

## Granice
Międzynarodowa Organizacja Hydrograficzna wyznacza granice Morza Grenlandzkiego w następujący sposób:
- Na północy: linia łącząca najbardziej na północ wysunięty punkt Spitsbergenu z najbardziej na północ wysuniętym punktem Grenlandii
- Na wschodzie: zachodni brzeg Spitsbergenu
- Na południowym wschodnie: linia łącząca najbardziej na południe wysunięty punkt Spitsbergenu z najbardziej na północ wysuniętym punktem Jan Mayen, następnie wzdłuż zachodniego brzegu tej wyspy aż do jej najbardziej południowego punktu; stamtąd linią do położonego najbardziej na wschód punktu Gerpiru na Islandii
- Na południu: linia łączące Straumness na Islandii z przylądkiem Nansena na Grenlandii
- Na zachodzie: wschodnie i północne wybrzeże Grenlandii od przylądku Nansena do jej najbardziej północnego punktu